# Trophée NHK 1994
Navigation
Édition précédente Édition suivante
Le Trophée NHK (en anglais : NHK Trophy) est une compétition internationale de patinage artistique qui se déroule au Japon au cours de l'automne. Il accueille des patineurs amateurs de niveau senior dans quatre catégories: simple messieurs, simple dames, couple artistique et danse sur glace.
Le seizième Trophée NHK est organisé du 8 au 11 décembre 1994 à la Ice Arena de Morioka.

## Résultats

### Messieurs
| Rang | Nom                    | Pays           | Points | Prog. court | Prog. libre |
| ---- | ---------------------- | -------------- | ------ | ----------- | ----------- |
| 1    | Todd Eldredge          | États-Unis     | 2.0    | 2           | 1           |
| 2    | Philippe Candeloro     | France         | 2.5    | 1           | 2           |
| 3    | Vyacheslav Zahorodnyuk | Ukraine        | 4.5    | 3           | 3           |
| 4    | Scott Davis            | États-Unis     | 7.0    | 6           | 4           |
| 5    | Michael Shmerkin       | Israël         | 7.0    | 4           | 5           |
| 6    | David Liu              | Taipei chinois | 9.5    | 5           | 7           |
| 7    | Jung Sung-il           | Corée du Sud   | 10.0   | 8           | 6           |
| 8    | Seiichi Suzuki         | Japon          | 13.5   | 11          | 8           |
| 9    | Shin Amano             | Japon          | 14.0   | 10          | 9           |
| 10   | Jiao Zhongyi           | Chine          | 14.5   | 9           | 10          |
| 11   | Oleg Tataurov          | Russie         | 14.5   | 7           | 11          |

### Dames
| Rang | Nom              | Pays         | Points | Prog. court | Prog. libre |
| ---- | ---------------- | ------------ | ------ | ----------- | ----------- |
| 1    | Chen Lu          | Chine        | 1.5    | 1           | 1           |
| 2    | Surya Bonaly     | France       | 3.5    | 3           | 2           |
| 3    | Junko Yaginuma   | Japon        | 6.0    | 6           | 3           |
| 4    | Tanja Szewczenko | Allemagne    | 6.0    | 4           | 4           |
| 5    | Olga Markova     | Russie       | 6.0    | 2           | 5           |
| 6    | Mila Kajas       | Finlande     | 9.5    | 5           | 7           |
| 7    | Tatiana Malinina | Ouzbékistan  | 11.0   | 10          | 6           |
| 8    | Ying Liu         | Chine        | 12.5   | 9           | 8           |
| 9    | Hanae Yokoya     | Japon        | 13.5   | 7           | 10          |
| 10   | Michelle Cho     | États-Unis   | 14.5   | 11          | 9           |
| 11   | Lyudmyla Ivanova | Ukraine      | 16.0   | 8           | 12          |
| 12   | Park Boon-sun    | Corée du Sud | 17.0   | 12          | 11          |

### Couples
| Rang | Nom                                | Pays       | Points | Prog. court | Prog. libre |
| ---- | ---------------------------------- | ---------- | ------ | ----------- | ----------- |
| 1    | Marina Eltsova / Andrei Bushkov    | Russie     | 2.0    | 2           | 1           |
| 2    | Radka Kovaříková / René Novotný    | Tchéquie   | 3.5    | 3           | 2           |
| 3    | Mandy Wötzel / Ingo Steuer         | Allemagne  | 3.5    | 1           | 3           |
| 4    | Elena Berejnaïa / Oleg Shliakhov   | Lettonie   | 6.0    | 4           | 4           |
| 5    | Jenni Meno / Todd Sand             | États-Unis | 7.5    | 5           | 5           |
| 6    | Marina Khalturina / Andrei Krukov  | Kazakhstan | 9.5    | 7           | 6           |
| 7    | Maria Petrova / Anton Sikharulidze | Russie     | 10.0   | 6           | 7           |
| 8    | Danielle Carr / Stephen Carr       | Australie  | 12.0   | 8           | 8           |

### Danse sur glace
| Rang | Nom                                       | Pays       | Points | Danse imposée 1 | Danse imposée 2 | Danse originale | Danse libre |
| ---- | ----------------------------------------- | ---------- | ------ | --------------- | --------------- | --------------- | ----------- |
| 1    | Sophie Moniotte / Pascal Lavanchy         | France     | 2.0    | 1               | 1               | 1               | 1           |
| 2    | Tatiana Navka / Samuel Gezalian           | Belarus    | 4.0    | 2               | 2               | 2               | 2           |
| 3    | Marina Anissina / Gwendal Peizerat        | France     | 6.0    | 3               | 3               | 3               | 3           |
| 4    | Kateřina Mrázová / Martin Šimeček         | Tchéquie   | 8.0    | 4               | 4               | 4               | 4           |
| 5    | Renée Roca / Gorsha Sur                   | États-Unis | 10.0   | 5               | 5               | 5               | 5           |
| 6    | Margarita Drobiazko / Povilas Vanagas     | Lituanie   | 12.0   | 6               | 6               | 6               | 6           |
| 7    | Elizaveta Stekolnikova / Dmitri Kazarlyga | Kazakhstan | 14.0   | 7               | 7               | 7               | 7           |
| 8    | Irina Lobatcheva / Ilia Averboukh         | Russie     | 16.0   | 8               | 8               | 8               | 8           |
| 9    | Aya Kawai / Hiroshi Tanaka                | Japon      | 18.6   | 9               | 9               | 10              | 9           |
| 10   | Zhang Tianyi / Cai Weibin                 | Chine      | 19.4   | 10              | 10              | 9               | 10          |
| 11   | Yuki Habuki / Hitoshi Koizumi             | Japon      | 22.0   | 11              | 11              | 11              | 11          |

## Source
- Patinage Magazine N°45 (Décembre/Janvier/Février 1995)